# Подоле (Люблінське воєводство)
Подоле (пол. Podole) — село в Польщі, у гміні Белжиці Люблінського повіту Люблінського воєводства.
Населення — 510 осіб (2011).
У 1975-1998 роках село належало до Люблінського воєводства.

## Демографія
Демографічна структура станом на 31 березня 2011 року:
|          | Загалом | Допрацездатний вік | Працездатний вік | Постпрацездатний вік |
| -------- | ------- | ------------------ | ---------------- | -------------------- |
| Чоловіки | 250     | 51                 | 172              | 27                   |
| Жінки    | 260     | 54                 | 150              | 56                   |
| Разом    | 510     | 105                | 322              | 83                   |